# Île Pinzón
L'île Pinzón, en espagnol Isla Pinzón, aussi appelée île Duncan, est une île inhabitée d'Équateur située dans l'archipel des Galápagos.
L'île se trouve au centre de l'archipel, entre l'île Isabela à l'ouest et l'île Santa Cruz à l'est. On y trouve des otaries, des tortues géantes des Galapagos, des iguanes marins et des dauphins.

## Toponymie
Ce nom fut donné à cette île en l'honneur des frères Pinzón, Martín Alonso et Vicente Yáñez respectivement capitaines des caravelles La Pinta et La Niña, lors du premier voyage de Christophe Colomb en 1492.
L'autre nom Duncan lui fut donné, en l'honneur de l'amiral britannique Duncan, par l'officier de marine anglais James Colnett en 1798, à l'occasion de son voyage le conduisant jusqu'aux îles Galápagos.